# Paraembolides boycei
Paraembolides boycei is een spinnensoort uit de familie Hexathelidae. De soort komt voor in Queensland.